# Quatuor Gabriel
Le Quatuor Gabriel est un ensemble de musique chambre français en effectif quatuor avec piano fondé en 1988.

## Historique
Le Quatuor Gabriel est un quatuor avec piano (soit un violon, un alto, un violoncelle et un piano) français fondé en 1988,.
L'ensemble est lauréat du Concours international Vittorio Gui de Florence en 1992 et d'un 1er prix au Concours international Viotti de Vercelli en 1993.
Nommé en hommage à Gabriel Fauré, auteur de deux quatuors avec piano (opus 15 et opus 45), le Quatuor Gabriel est une des rares formations en quatuor avec piano constituées,.

## Membres
Les membres du Quatuor Gabriel sont ou ont été :
- piano : Yoko Kaneko ;
- violon : Guillaume Plays, François Sochard ;
- alto : Emmanuel Haratyk, Marc Desmons ;
- violoncelle : Jérôme Pinget, Renaud Guieu.

## Créations
Le Quatuor Gabriel est le créateur de plusieurs œuvres, de Hitomi Kaneko (Rayon vert, 1993), Philippe Schoeller (Madrigal, 1994) et Karlheinz Stockhausen (Tierkreis, version pour quatuor avec piano de Brice Pauset, 1995), notamment.